# Koonung Creek
Le Koonung Creek (aussi appelé Koonung Koonung Creek) est un ruisseau qui est situé dans les quartiers de Melbourne, Australie, à l'est du centre-ville. Le ruisseau commence dans le quartier de Nunawading (en) et termine à une ouverture dans le fleuve Yarra, à la confluence des quartiers d'Ivanhoe East (en), Bulleen (en) et Balwyn North (en).

## Toponymie
Le nom Koonung vient d'une langue aborigène. L'origine exacte du nom est inconnu, mais le nom Kurnung est utilisé pour signifier une cascade dans les monts Grampians à la campagne de Victoria et le sens du nom est « une colline ou un obstacle de n'importe quel type » ou « une rivière ».

## Quartiers traversés
- Nunawading (en)
- Donvale (en)
- Blackburn North (en)
- Doncaster East (en)
- Box Hill North (en)
- Mont Albert North (en)
- Doncaster
- Balwyn North (en)
- Bulleen (en)

## Homonymes
Quelques parcs, sentiers et écoles près du ruisseau portent son nom -
- Koonung Creek Trail, un sentier qui suit le cours du ruisseau[2]
- Quelques parcs, y compris Koonung Creek Reserve (Balwyn North) et Koonung Park (Blackburn North)
- Koonung Secondary College, une école secondaire